# Barrio de Muñó
Barrio de Muñó é um município da Espanha na província de Burgos, comunidade autónoma de Castela e Leão, de área 3,78 km² com população de 32 habitantes (2007) e densidade populacional de 8,47 hab./km².

## Demografia
| Variação demográfica do município entre 1991 e 2004 | Variação demográfica do município entre 1991 e 2004 | Variação demográfica do município entre 1991 e 2004 | Variação demográfica do município entre 1991 e 2004 |
| --------------------------------------------------- | --------------------------------------------------- | --------------------------------------------------- | --------------------------------------------------- |
| 1991                                                | 1996                                                | 2001                                                | 2004                                                |
| 36                                                  | 35                                                  | 33                                                  | 32                                                  |